# Wasserschloss Schwieberdingen

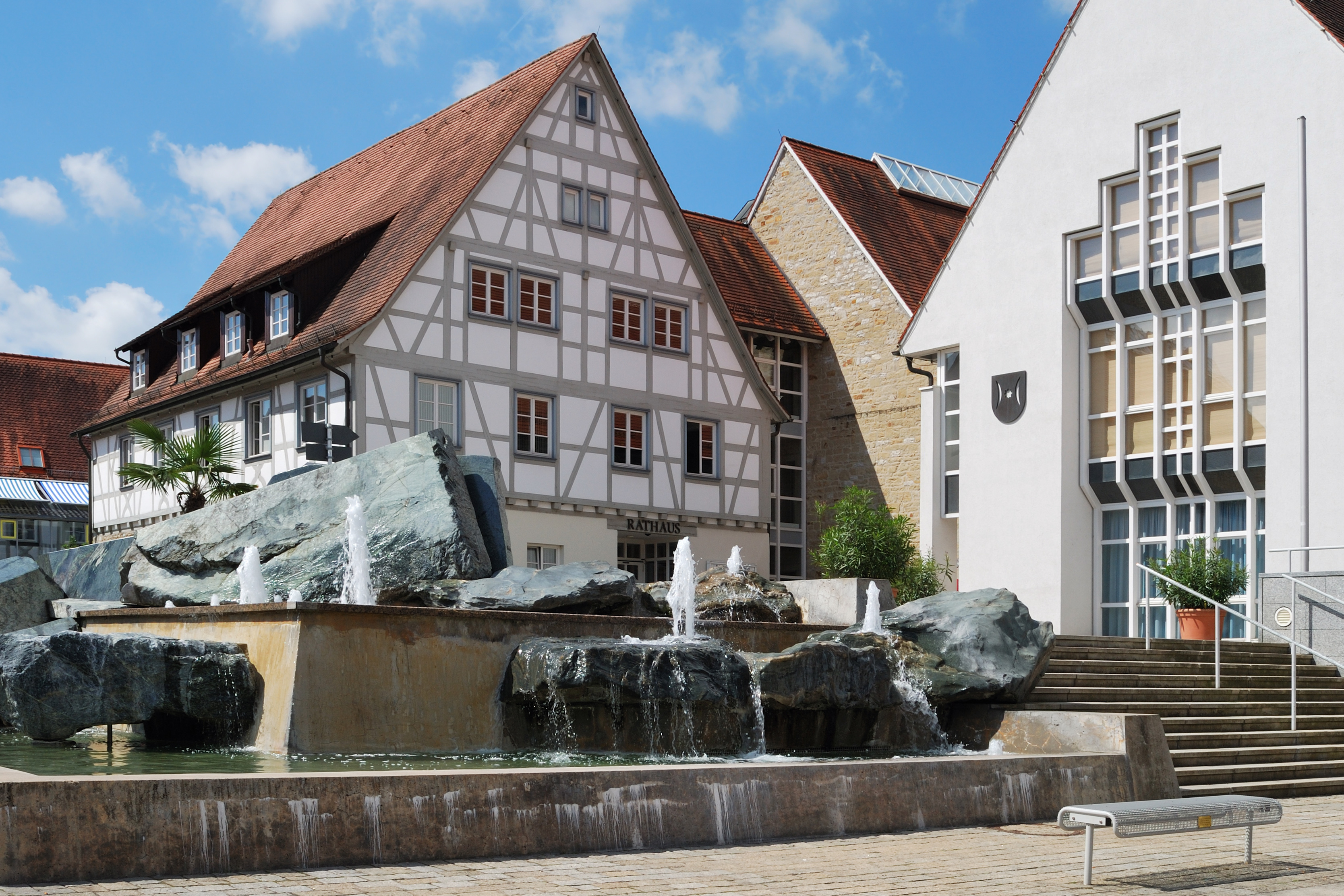
Rathaus-Ensemble anstelle des ehemaligen Wasserschlosses

Das Wasserschloss Schwieberdingen, auch Altes Schloss oder Wasserburg genannt, ist ein Schloss in der Gemeinde Schwieberdingen im Landkreis Ludwigsburg in Baden-Württemberg. Vom Gebäude sind keine sichtbaren Reste vorhanden.

## Geschichte
Errichtet wurde das Wasserschloss auf einem Burghügel 1561. Die während archäologischer Untersuchungen 1985 und 1986 ergrabenen Befunde lassen vermuten, dass um 1200 eine Vorgängeranlage erbaut wurde. Auf die Erbauer des Wasserschlosses weisen die Wappen Friedrichs von Nippenburg und seiner Gattin, einer Göler von Ravensburg, hin, die im Westgiebel eines Bauernhauses auf dem Grundstück festgestellt wurden. Welchen Zweck dieses Schloss in Verbindung mit der nahen Nippenburg hatte, ließ sich bislang nicht belegen. Eine Beschreibung von 1732 weist auf ein großes Schloss hin. Die Anlage wurde seit dem 18. Jahrhundert abgetragen und die Stelle bis 1985 als bäuerliches Anwesen genutzt. Die Wand mit den Wappen stellte sich als die Westwand des Hauptgebäudes des Wasserschlosses heraus. Diese Gebäudewand sollte in den Neubau integriert werden, stürzte jedoch 1986 im Rahmen der Sanierungsarbeiten ein. Auf dem Gelände steht heute das Rathaus von Schwieberdingen samt einer Tiefgarage.

## Anlage
Die Untersuchung des Burghügels ergab, dass dieser um 1200 aufgeschüttet wurde. Für den Bau des Wasserschlosses 1561 wurden Teile der Erhebung abgetragen und Kellerräume ausgehoben, so dass keine Reste einer Vorgängeranlage festgestellt werden konnten. Eine neue Umfassungsmauer wurde errichtet, die den Aushub und die Abtragung auffing und die Fläche der neuen Anlage vergrößerte. Bis auf einen Teil des Hofes war das gesamte Areal bebaut. Die Anlage besaß einen Wassergraben, sowie im Osten der Anlage eine steinerne Brücke. Die 1986 eingestürzte Westwand hatte Baumerkmale, die als Teil des Hauptgebäudes mit einem großen Saal identifiziert werden konnten.